# Xiaomi Mi A2
Xiaomi Mi A2 — смартфон среднего класса, разработанный компанией Xiaomi совместно с Google в рамках программы Android One. Выпущен в июле 2018 года.

## Характеристики
Xiaomi Mi A2 по аппаратному обеспечению не отличается от вышедшего в апреле 2018 года Xiaomi Mi 6X. Разница между ними, кроме ребрендинга, только в том, что Mi A2 управляется ОС Android One и получает обновления программного обеспечения напрямую от Google, тогда как Mi 6X управляется MIUI.
Корпус
- Размеры: 158.7 x 75,4×7.3 мм
- Вес: 166 г
- Цвета: Black (Черный), Gold (Золотой), Blue (Синий)
- SIM: Dual

Связь/частоты
- GSM: B2/3/5/8
- WCDMA: B1/2/4/5/8
- FDD-LTE: B1/2/3/4/5/7/8/20
- TDD-LTE: B38/40
- EDGE: Есть

Дисплей
- Размеры: 5.99″ (дюймов)
- Матрица: IPS LCD
- Разрешение: FHD+ (2160x1080), 403 PPI.
- Контрастность: 1500:1
- Поверхность: Емкостный сенсор, 10 касаний.
- Защита: Corning Gorilla Glass 5[2]

Операционная система
- Android One: 8.1.0 / 9.0 / 10
- Ядро Linux: 4.4.78 / 4.4.153/ 4.4.192

Платформа
- SoC: Qualcomm® Snapdragon™ 660 (SDM660)
- Ядра: 8x Qualcomm® Kryo™ 260 [4x Kryo 260 Gold (Cortex-A73) + Kryo 260 Silver (Cortex-A53)]
- CPU Clock: [4x 2.2 ГГц Kryo 260 Gold (Cortex-A73) + 1.84 ГГц Kryo 260 Silver (Cortex-A53)]
- Техпроцесс: 14 нм LPP
- ABI: 64-bit

Графика
- GPU: Qualcomm® Adreno™ 512
- GPU Clock: 850 МГц

Память
- Постоянная (ПЗУ): 128/64/32 ГБ, eMMC 5.1
- Оперативная (ОЗУ): 6/4 ГБ, LPDDR4X
- Поддержка карт памяти: нет

Камера
- Основная: Двойная [12 MP, 1.25 μm, f/1.75 Sony IMX486] + [20 MP, 1.0 μm, f/1.75 Super Pixel Sony IMX376]; Фазовый (PDAF) автофокус, HDR, светодиодная вспышка, распознавание лиц, гео-метки.
- Фронтальная: 20 MP, 1.0 μm, f/2.2 Super Pixel Sony IMX376, 4500к тепловой оттенок, светодиодная вспышка.
- Запись видео: 2160p@30fps, 720p@120fps (slow-mo).

Коммуникации
- Wi-Fi: 802.11a/b/g/n/ac, 2.4/5 Ghz, WiFi Direct, WiFi Display, точка доступа.
- Bluetooth: 5.0, LE, A2DP.
- NAV: GPS, A-GPS, GLONASS.
- USB: USB 2.0; Type-C.
- NFC: Нет
- 3.5 мм: Нет/ Комплектный переходник USB Type C -> 3,5 Jack
- ИК-порт: Есть
- FM-радио: Нет
- Датчик Холла: Есть
- Сканер отпечатка: Есть

Питание
- Аккумулятор: Несъемный, Li-Pol, 3010 mAh.
- Комплектное ЗУ: 5V — 2A.
- Быстрая зарядка: Quick Charge 4+ только в Индии, в остальных странах Quick Charge 3